# Rheinmetall Sea Snake 30 mm
Die Rheinmetall Sea Snake 30 mm ist ein von der Rheinmetall Air Defence AG entwickeltes Nahbereichs-Waffensystem zur Montage auf Schiffen. Sie basiert auf der 30-mm-Revolverkanone KCE-30/ABM und wurde auf Wunsch der Deutschen Marine entwickelt. Das Waffensystem ist in der Lage, Air-Burst-Munition (ABM) einzusetzen. Der Erstkunde des Systems ist die brasilianische Marine mit den Fregatten der Tamandaré-Klasse.

## Beschreibung
Das Sea Snake ist ein ferngesteuertes, halbautomatisches, stabilisiertes CIWS-Abwehrsystem mit einer optional integrierten oder abnehmbaren E/O-Sensoreinheit auf einer stabilisierten Schwenk- und Neigungsplattform, die unabhängig von der Waffe bewegt und gesteuert werden kann. Zur Zielverfolgung dient neben einer Tageslichtkamera ein Wärmebildgerät. Das Waffensystem ist damit allwetterkampffähig. Das gesamte Feuerleitsystem ist im Geschütz integriert. Ein Laserentfernungsmesser erlaubt die Entfernungsmessung sowohl manuell als auch automatisch. Das Geschütz verfügt über eine automatische Zielerkennung und Mehrfachzielverfolgung und kann in das Schiffsführungs- und Waffeneinsatzsystem integriert werden oder auch als unabhängiges „stand-alone“-System verwendet werden.
Das als Revolverkanone aufgebaute Geschütz ist in der Lage, ungepanzerte oder leicht gepanzerte Seeziele, Flugzeuge, Flugkörper, aber auch Drohnen und Landziele zu bekämpfen. Verwendet wird dafür die aus dem Skyrager bekannte KCE-30/ABM-Waffeneinheit im Kaliber 30 × 173 mm. Als Munition steht programmierbare Air-Burst-Munition (ABM) und Unterkalibermuniton vom Typ Missile-Piercing-Discarding-Sabot (MPDS) zur Verfügung. Die Munition wird aus einem Munitionskasten geringer Größe rechts neben der Waffe zugeführt.

## Nutzer
- Brasilien – Tamandaré-Klasse